# Studentský dům (Jičín)
Studentský dům v Jičíně v Denisově ulici č. 400 je v současné době sídlem Knihovny Václava Čtvrtka v Jičíně.

## Historie
Byl vystavěn podle plánu architekta Čeňka Musila v letech 1923–1924 a slavnostně otevřen 6. a 7. prosince 1924. Sloužil středoškolským studentům, kteří zde trávili volný čas po vyučování. Mohli se zde i naobědvat, studovat, popovídat si, provozovat různé koníčky či se zúčastnit koncertu. Ve druhé části sídlila městská knihovna.

## Současnost
V domě sídlí Knihovna Václava Čtvrtka v Jičíně a Nadační fond festivalu Jičín město pohádky. V bývalé městské knihovně je umístěno oddělení pro dospělé a kanceláře. Letní čítárna na terase stále slouží svému účelu. V sále, kde měli studenti jídelnu, knihovna pořádá kulturní akce. Zároveň je zde hudební oddělení, zvuková knihovna pro nevidomé a klub mladých Free Time. V prvním patře sídlí oddělení pro děti a mládež a jsou zde kanceláře. Půdní prostor slouží stále jako půda. V podkroví jsou kanceláře Nadačního fondu Jičín město pohádky. V suterénu je místo bývalé kuchyně a lázní sklad knih. Ruční výtah, používaný pro potřeby kuchyně, nyní vozí knihy.